# Ruch, Oregon
Ruch, Oregon (енгл. Ruch) насељено је место без административног статуса у америчкој савезној држави Орегон.

## Демографија
По попису из 2010. године број становника је 840.
| Група             | 2000.    | 2010.       |
| Белци             | 0 (0,0%) | 769 (91,5%) |
| Афроамериканци    | 0 (0,0%) | 1 (0,1%)    |
| Азијати           | 0 (0,0%) | 5 (0,6%)    |
| Хиспаноамериканци | 0 (0,0%) | 53 (6,3%)   |
| Укупно            | 0        | 840         |